# Théorème de Sokhotski–Plemelj
Le théorème de Sokhotski–Plemelj en analyse complexe permet l'évaluation d'intégrales de Cauchy. Il a été démontré par Julian Sokhotski en 1873 et redécouvert par Joseph Plemelj en 1908 dans sa résolution du problème de Riemann-Hilbert (en).

## Le théorème
Soit C un contour fermé régulier du plan et f une fonction analytique sur C. L'intégrale de Cauchy
{\displaystyle {\frac {1}{2\pi i}}\int _{C}{\frac {f(\xi )}{\xi -z}}\mathrm {d} \xi }
définit deux fonctions analytiques, :
| - à l'intérieur du domaine défini par C | {\displaystyle \Phi _{+}(z)={\frac {1}{2\pi i}}\,\mathrm {v.p.} \int _{C}{\frac {f(\xi )}{\xi -z}}\mathrm {d} \xi +{\frac {1}{2}}f(z)} |
| - hors de ce domaine                    | {\displaystyle \Phi _{-}(z)={\frac {1}{2\pi i}}\,\mathrm {v.p.} \int _{C}{\frac {f(\xi )}{\xi -z}}\mathrm {d} \xi -{\frac {1}{2}}f(z)} |

On peut ainsi résoudre les problèmes où l'on impose sur C :
| - un saut              | {\displaystyle f_{+}-f_{-}=\phi } |
| - une valeur           | {\displaystyle f=\phi }           |
| - une relation du type | {\displaystyle f_{+}=gf_{-}}      |

Ce dernier cas constitue le problème de Riemann-Hilbert.

## Cas particulier
Soit f une fonction à valeurs complexes définie et continue sur l'axe réel, et soient a et b deux valeurs réelles telles que a < 0 <  b. Alors
{\displaystyle \lim _{\varepsilon \rightarrow 0^{+}}{\frac {1}{2\pi i}}\int _{a}^{b}{\frac {f(x)}{x\pm i\varepsilon }}\,dx={\frac {1}{2\pi i}}\,\mathrm {v.p.} \int _{a}^{b}{\frac {f(x)}{x}}\,dx\mp {\frac {1}{2}}f(0)}

## Un exemple en physique
En mécanique quantique et théorie quantique des champs on doit évaluer des intégrales du type :
{\displaystyle I=\int _{-\infty }^{\infty }\int _{0}^{\infty }f(E)\,e^{-iEt}\mathrm {d} t\,\mathrm {d} E}
où E est une énergie et t le temps. Cette intégrale en temps ne converge pas et on la remplace par :
{\displaystyle I=\lim _{\varepsilon \rightarrow 0^{+}}\int _{-\infty }^{\infty }\int _{0}^{\infty }f(E)\,e^{-iEt-\varepsilon t}\mathrm {d} t\,\mathrm {d} E}
Par application du cas particulier ci-dessus du théorème 
{\displaystyle I=-i\lim _{\varepsilon \rightarrow 0^{+}}\int _{-\infty }^{\infty }{\frac {f(E)}{E-i\varepsilon }}\,dE=\pi f(0)-i\,\mathrm {v.p.} \int _{-\infty }^{\infty }{\frac {f(E)}{E}}\,dE,}